# نيو أشفورد (ماساتشوستس)
نيو أشفورد (بالإنجليزية: New Ashford, Massachusetts)‏ هي بلدة أمريكية تقع في الولايات المتحدة في مقاطعة بيركشاير (ماساتشوستس). يقدر عدد سكانها بـ 228 نسمة ومساحتها 34.91 كم2 و وترتفع عن سطح البحر 383 متر.